# 카렌 마쉬 돌
카렌 마쉬 돌(영어: Caren Marsh Doll, 1919년 4월 6일 ~ )는 미국의 텔레비전 배우, 영화 배우, 댄서, 작가이다.

## 출연작

### 영화
- 1939년 바람과 함께 사라지다
- 1939년 오즈의 마법사
- 1937년 로잘리